# Mount Marvel
Mount Marvel ist ein 1540 m hoher Berg in der antarktischen Ross Dependency. In der Van Allen Range ragt er 11 km südlich des Escalade Peak nahe dem Kopfende des Mulock-Gletschers auf. 
Das Advisory Committee on Antarctic Names benannte ihn 1964 nach Commander Robert Marvel (1917–1997) von der United States Navy, Leiter des Detachment Alpha auf der McMurdo-Station im Jahr 1963.